# Athanur
Athanur è una suddivisione dell'India, classificata come town panchayat, di 9.014 abitanti, situata nel distretto di Namakkal, nello stato federato del Tamil Nadu. In base al numero di abitanti la città rientra nella classe V (da 5.000 a 9.999 persone).

## Geografia fisica
La città è situata a 11° 31' 25 N e 78° 07' 34 E.

## Società

### Evoluzione demografica
Al censimento del 2001 la popolazione di Athanur assommava a Nnn persone, delle quali 4.581 maschi e 4.433 femmine. I bambini di età inferiore o uguale ai sei anni assommavano a 1.011, dei quali 523 maschi e 488 femmine. Infine, coloro che erano in grado di saper almeno leggere e scrivere erano 4.943, dei quali 2.937 maschi e 2.006 femmine.